# Hylaeus labiatifrons
Hylaeus labiatifrons är en biart som först beskrevs av Cockerell 1896.  Hylaeus labiatifrons ingår i släktet citronbin, och familjen korttungebin. Inga underarter finns listade i Catalogue of Life.